# Madanapalle

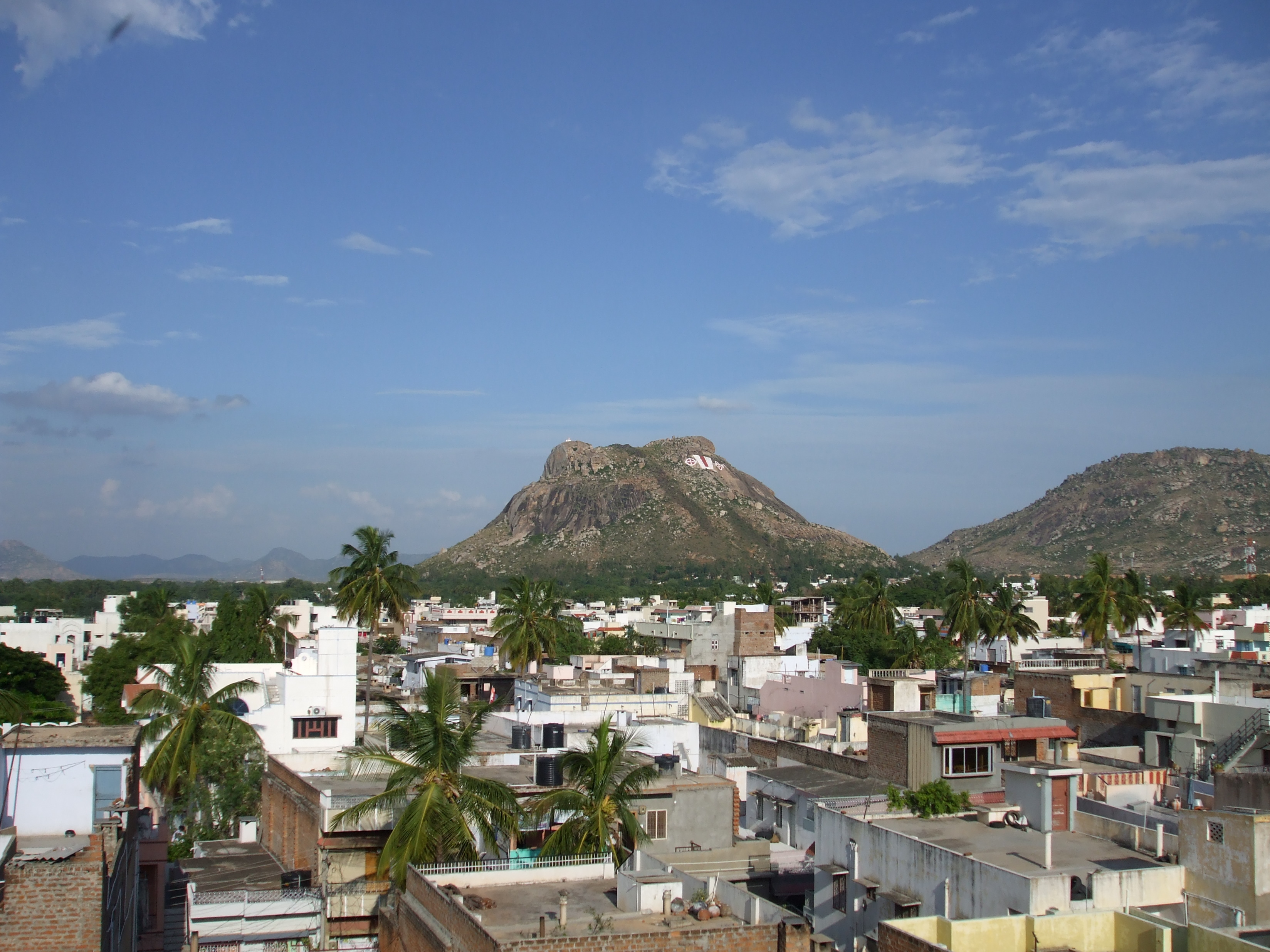
Vy över Madanapalle.

Madanapalle är en stad i distriktet Chittoor i delstaten Andhra Pradesh i Indien. Folkmängden uppgick till 136 414 invånare vid folkräkningen 2011, med förorter 180 180 invånare.